# Дымово (Ленинградская область)
Дымово (до 1948 года Юликууни, фин. Ylikuuni) — посёлок в Каменногорском городском поселении Выборгского района Ленинградской области.

## Название
Происходит от реки Куунйоки, которое переводится как «Лунная река».
Согласно решению членов колхоза «Доброволец» зимой 1948 года деревня Юликууни получила наименование Грудки. 
Через полгода по настоянию комиссии по переименованиям деревне было присвоено другое название — Добровольная, но затем деревню переименовали ещё раз в Дымово — в память младшего сержанта Анатолия Куприяновича Дымова, который считался погибшим, но в действительности был тяжело ранен 11 июня 1944 года при штурме укреплений под селом Кивеннапа. 
Переименование было закреплено указом Президиума ВС РСФСР от 13 января 1949 года.

## История

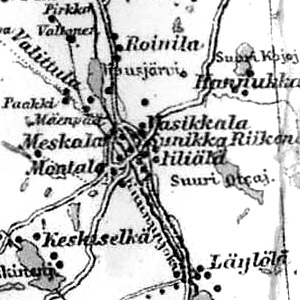
Деревни Монтола и Иилиля на финской карте 1923 г.

До 1939 года деревня Юликууни входила в состав волости Кирву Выборгской губернии Финляндской республики.
С 1 января 1940 года — в составе Карело-Финской ССР.
С 1 июля 1941 года по 31 мая 1944 года финская оккупация.
С 1 декабря 1944 года — в составе Инкольского сельсовета Яскинского района.
С 1 октября 1948 года — в составе Зайцевского сельсовета Лесогорского района.
С 1 января 1949 года учитывается административными данными как деревня Дымово. При укрупнении хозяйства к деревне были присоединены соседние селения Монтола, Хюннинен, Иилиля.
С 1 июня 1954 года — в составе Липовского сельсовета Лесогорского района. 
С 1 декабря 1960 года — в составе Выборгского района.
В 1961 году население деревни составляло 210 человек. 
По данным 1966, 1973 и 1990 годов посёлок Дымово входил в состав Бородинского сельсовета.
В 1997 году в посёлке Дымово Бородинской волости проживали 50 человек, в 2002 году — 47 человек (все русские).
В 2007 году в посёлке Дымово Каменногорского ГП проживали 39 человек, в 2010 году — 43 человека.

## География
Посёлок расположен в северной части района на автодороге 41К-415 (Бородинское — Залесье).
Расстояние до административного центра поселения — 28 км. 
Расстояние до ближайшей железнодорожной платформы Инкиля — 10 км. 
Через посёлок протекает река Дымовка.

## Демография
| 2007 | 2010 | 2017 | 2021 |
| ---- | ---- | ---- | ---- |
| 39   | ↗43  | ↘31  | ↗60  |

## Улицы
Карельская, Ключевая, Лесная, Луговая, Речная, Тихая.